# Jimmy Hill
Jimmy Hill OBE (Londres, 22 de juliol de 1928 - Sussex, 19 de desembre de 2015) va ser un futbolista anglès que jugava en la demarcació de davanter. També va ser entrenador de futbol i presentador esportiu en televisió.

## Biografia
Va debutar com a futbolista en 1949 amb el Brentford FC, jugant un total de 87 partits —83 de lliga— abans de ser traspassat al Fulham al març de 1952, pel qual va jugar 276 partits de lliga i va marcar 41 gols. A més va establir un rècord per al club en marcar cinc gols en un partit com a visitant contra el Doncaster Rovers FC en 1958, formant a més parteix de l'equip que va guanyar l'ascens a la Football League First Division. Finalment es va retirar com a futbolista en 1961. Al novembre d'aquest mateix any es va convertir en l'entrenador del Coventry City FC. Va dirigir al club durant sis temporades, guanyant la Football League Third Division en 1964, i finalment l'any que va deixar el club, la Football League Second Division, ascendint al club a la màxima categoria del futbol anglès. Després de deixar els terrenys de joc, va exercir el lloc de comentarista i presentador esportiu de programes com Match of the Day i treballant per a cadenes com London Weekend Television, la BBC o Sky Sports.
Va morir el 19 de desembre de 2015 en Sussex als 87 anys.

## Clubs

### Com a futbolista
| Club         | País       | Any         | Partits | Gols |
| ------------ | ---------- | ----------- | ------- | ---- |
| Brentford FC | Anglaterra | 1949 - 1952 | 87      | 10   |
| Fulham FC    | Anglaterra | 1952 - 1961 | 276     | 41   |

### Com a entrenador
| Club             | País       | Any         | Partits | G   | E  | P  | Vic. % |
| ---------------- | ---------- | ----------- | ------- | --- | -- | -- | ------ |
| Coventry City FC | Anglaterra | 1961 - 1967 | 290     | 129 | 83 | 78 | 44,48  |

## Palmarès

### Campionats estatals
| Títol                           | Club             | País       | Any  |
| ------------------------------- | ---------------- | ---------- | ---- |
| Football League Third Division  | Coventry City FC | Anglaterra | 1964 |
| Football League Second Division | Coventry City FC | Anglaterra | 1967 |